# Beretta M1951
A Beretta M1951 é uma pistola semiautomática em 9x19mm Parabellum, desenvolvida pela Beretta no fim dos anos 40. A pistola foi produzida estritamente para uso militar e posta em serviço nas Forças Armadas Italianas e nas forças de seguranças italianas para substituir a Beretta M1934, em .380 ACP.

## História
A M1951 foi a primeira pistola da Beretta a utilizar culatra fechada e ação de recuo curto (os modelos anteriores utilizavam blowback). A arma esteve em produção limitada de 1949 a 1953 e posta em produção em massa de 1956 a 1980. Em sua produção inicial, a arma utilizava uma armação de liga leve, na qual demonstrou não ter capacidade para resistir os seguidos choques do recuo do calibre 9mm. 
Essa versão foi substituída em 1955 por uma versão melhorada, utilizando uma armação de aço. Esta versão era 250g mais pesada que a versão de liga leve, porém tinha um melhor equilíbrio. Entre 1975 e 1976, uma terceira versão, em liga leve, utilizando a mesma liga da armação da Beretta 92). 
A terceira versão da arma foi a definitiva, trazendo um ferrolho mais longo, melhorando o equilíbrio da arma, também foram removidas as miras maiores do contrato egípcio, trocadas pela aparelho de mira original do modelo de 1955, nos quais, por serem menores, não prendiam nos coldres tão constantemente. A produção em série da terceira versão iniciou em 1955 na Itália e em 1960 no Egito.
A M1951 acabou nunca sendo adotada pelo Exército Italiano, na qual decidiu por manter a Beretta M1934 em serviço até a adoção da Beretta 92. Porém, a M1951 foi adotada pela Marinha Italiana, pelos Carabinieris e pela Polizia Stradale (Polícia Rodoviária Italiana), sendo retirada de serviço em 1977, sendo substituída pela Beretta 92. Outros países adotaram a arma, como Egíto, Israel, Iraque, Nigéria, Líbia e Tunísia, na qual, em maioria desses países, a pistola já foi aposentada do serviço ativo.
No mercado civil, a pistola foi nomeada M951 Brigadier.

## Produção sob Licença

### Egito
A versão de 1955 foi a base para a M1951 de Contrato Egípcio. Modificada sob pedido do Egíto, na qual pôs a M1951 a disputar com a FÉG Tokagypt húngara um contrato de pistolas regulamentares para as Forças Armadas Egípcias. A M1951 de Contrato Egípcio teve modificações como um aparelho de mira maior, um retém de carregador lateral e um punho mais estreito e simplificado. Os egípcios tiveram um apreço pela arma, que foi produzida sob licença 50.000 unidades, pela Maadi, com o nome de Maadi Helwan.

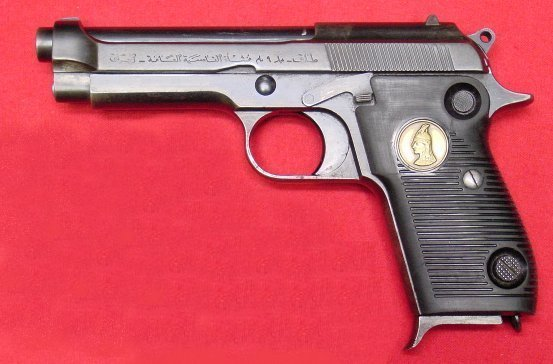
Uma pistola Tariq, versão iraquiana da Beretta M1951

### Iraque
A M1951 foi fabricada sob licença no Iraque desde 1981 pela Al-Qādisiyyah Establishments, com a designação de Tariq. A produção parou em 2003 (devido a Invasão do Iraque) e foi retomada em 2009. O design mecânico é o idêntico as pistolas italianas, porém, externamente, ela conta com marcações em árabe no ferrolho e a efígie do general omíada Tárique no punho da arma. Algumas unidades dessa arma banhadas em ouro foram produzidas para cerimonial e algumas tem marcações especiais. 
A Tariq ainda se encontra em serviço na Polícia Iraquiana, na Asaiysh e Zeravani do Curdistão. Esta arma esteve em serviço no Exército Iraquiano e na Guarda Republicana durante a ditadura de Saddam Hussein.

## Operadores
- Egito[3]
- Reino Unido: Utilizado pelo Special Branch e Royalty Protective Offices da Polícia Metropolitana de Londres em 1954.[4]
- Haiti[3]
- Iêmen[3]
- Iraque[3]
- Irão: Pistolas Tariq apreendidas na Guerra Irã-Iraque[5];
- Israel[3]
- Itália[3]
- Líbia[3]
- Mali: Movimento Popular de Azauade[6]
- Nigéria[3]
- Tailândia[3]
- Tunísia[3]

#### Grupos Não Estatais
- Hayat Tahrir al-Sham: Capturadas do Estado Islâmico do Iraque e do Levante[5];
- Estado Islâmico do Iraque e do Levante [5]